# 熊本日日新聞
熊本日日新聞（くまもとにちにちしんぶん）は、株式会社熊本日日新聞社が発行する熊本県の地方紙である。朝刊と電子版を発行しており、夕刊は2021年9月を以って廃止した。発行部数は201,020部（2024年下半期、日本ABC協会調べ）。
グループ会社として株式会社熊日広告社、熊日サービス開発株式会社、株式会社熊日メディアコム、株式会社熊日物流販売、熊日総合保険株式会社、株式会社熊日デジタル、株式会社熊日会館がある。
系列放送局である熊本放送（RKK）を含め、熊本の民放テレビ・ラジオ各局で自社のCMをよく流している。

## 歴史

### 九州日日新聞
- 1882年（明治15年）
  - 3月：『紫溟雑誌』を20ページ、月3回発行で創刊（同年12月廃刊）。
  - 8月7日：『紫溟新報』を4ページで創刊（発行形態は不詳）。
- 1883年（明治15年）1月：『紫溟新報』が日刊紙へ移行。
- 1888年（明治21年）10月9日：『紫溟新報』を『九州日日新聞』に改題。
- 1906年（明治39年）1月：元旦号で初めて写真版を掲載。

### 九州新聞
- 1906年（明治39年）2月1日：『九州実業新聞』として創刊。
- 1910年（明治43年）8月1日：『九州実業新聞』を『九州新聞』に改題。

### 熊本日日新聞
- 1942年（昭和17年）4月1日：第二次世界大戦下の「一県一紙令」により、熊本の2大紙であった『九州日日新聞』（旧立憲民政党系）と『九州新聞』（旧政友会系）が合併して『熊本日日新聞』が朝夕刊セットで創刊。
- 1944年（昭和19年）3月6日：夕刊を廃止。
- 1948年（昭和23年）12月4日：『熊日こども新聞』創刊（1950年12月4日に廃刊）。
- 1949年（昭和24年）
  - 5月29日：昭和天皇が新聞社に行幸（昭和天皇の戦後巡幸）[3]。
  - 10月10日：『夕刊くまもと』創刊（夕刊が復活）。
- 1951年（昭和26年）7月1日：『夕刊くまもと』を統合し、朝夕刊セット制が復活。
- 1953年（昭和28年）
  - 6月26日：熊本市内の「白川大水害」で本社の輪転機が使用不能になり、鹿児島市の南日本新聞社に印刷委託（1953年7月5日夕刊から本社の輪転機が復旧）。
  - 10月1日：「ラジオ熊本」（現・熊本放送）開局。
- 1954年（昭和29年）8月1日：「猫てんかんで死滅 ネズミの激増で悲鳴」の見出しで水俣病を初めて報道。
- 1973年（昭和48年）11月29日：熊本市で大洋デパート火災発生。犠牲者全員の顔写真を唯一掲載。
- 1980年（昭和55年）10月1日：鉛製活字を使わない電算写植による新聞製作システム（CTS）スタート。
- 1981年（昭和56年）10月29日：熊本市世安町に「熊日製作センター」完成。CTSによる新聞製作システムに完全移行。
- 1982年（昭和57年）3月22日：編集機能を熊本市上通町から世安町の製作センターに移転。
- 1987年（昭和62年）10月1日：世安町の製作センター敷地内（旧・熊本南警察署庁舎）に日本初の「新聞博物館」を開設[4]。
- 1999年（平成11年）7月：本社機能を世安町に全面移転。
- 2002年（平成14年）3月29日：上通町の旧本社跡地に再開発ビル「びぷれす熊日会館」完成。ホテル日航熊本や熊本市現代美術館などが入居している。
- 2008年（平成20年）12月8日：夕刊に2006年（平成18年）11月から2008年（平成20年）10月にかけて掲載された医療特集「ピックUP」のうち、記事の一部がNHK出版が発行する番組テキスト『きょうの健康』からの転用だったことが発覚し、記事を執筆した50代の男性編集委員を部次長・総務局付に降格させた。
- 2010年（平成22年）4月：「すぱいす＊spice」と「あれんじ」を創刊。
- 2011年（平成23年）7月1日：マスコットキャラクター「ぷれすけ」を発表。
- 2016年（平成28年）
  - 4月14日：平成28年熊本地震が発生し、その影響で一部の地域で遅配や不配が起きたが、5月上旬頃には解消された[5]。
  - 10月13日：第64回「菊池寛賞」を受賞[6]。
- 2017年（平成29年）7月1日：朝夕刊セットの月極め購読料を378円値上げし3,838円に改定。
- 2020年（令和2年）12月1日：「熊日電子版」を開始。27年ぶりに朝刊の購読料を値上げ[7]。
- 2021年（令和3年）8月10日：社告で9月30日付で夕刊を休刊し、10月から朝刊に統合すると発表した。「従来の朝・夕刊モデルを見直し、新しい朝刊と電子版によって読者に寄り添う態勢を整えることが必要と判断した」としている[8]。
- 2023年（令和5年）
  - 3月18日：毎月、第1・3土曜日に朝刊に折り込んで発行していた「あれんじ」を休刊。
  - 11月10日：朝刊の社告で、12月1日より月極め購読料を3,400円から4,000円に、1部売り価格を150円から180円に値上げすると発表した。「物価高騰によって新聞用紙代が30%以上値上がりしており、印刷や配達コストが増大している」と説明している[9]。

## 社史・記念誌
熊本日日新聞社では、以下の8冊を発行している（2025年5月時点）。
- 熊日十五年史（熊本日日新聞社・編）1956年5月発行、全118ページ。
- 熊日二十年史（熊本日日新聞社・編）1961年10月発行、全106ページ。
- 熊日四十年史  熊本の言論百年（熊日社史編さん委員会編・編集）1982年5月発行、全531ページ。
- 熊日50年史（熊日社史編纂委員会・編）1992年10月発行、全643ページ。
- 熊日六十年史 本編（「熊日六十年史」編纂委員会・編）2002年4月発行、全341ページ。
- 熊日六十年史 資料・年表編（「熊日六十年史」編纂委員会・編）2002年4月発行、全159ページ。
- 熊日この十年 創刊七十周年 1942-2012（熊日70年史編纂委員会・編集）2012年10月発行、全334ページ。
- 熊日八十年史（熊日八十年史編纂委員会・編集）2022年10月発行、全394ページ。

## 事業所
- 本社：〒860‐8506 熊本県熊本市中央区世安1-5-1
- 支社：八代、東京・千代田区、大阪、福岡
- 総局：玉名、天草、阿蘇、人吉、水俣芦北
- 支局：荒尾、山鹿、菊池、大津、南関ほか[注釈 1]

## 不祥事
- 2020年4月23日、熊本日日新聞社のグループ会社で、新聞の配達や販売を担う「熊日都市圏販売」が作製・配布したチラシに、男女の役割分担を決めつけるような不適切な表現があったとして、4月30日に公式サイトにお詫びを掲載した。5月1日付の新聞紙上にもお詫びを載せた。チラシは『熊日de充実すごもりライフ』と題し、大型連休を自宅で過ごす人に新聞購読を勧める内容。記載された女性のイラストには「断捨離して大掃除」「いつもより手の込んだ料理」、男性のイラストには「映画鑑賞」「ゆっくり読書」と添えられており、女性は赤系、男性は青系の色で描かれている。同新聞社はサイトで「性差を色分けし、家庭内の役割分担を決めつけるような不適切な表現が含まれていました。ジェンダーや性的少数者をテーマに報道してきた新聞社のグループ会社で不適切な表現を使ったことをお詫びします」と説明している[10]。
- 『ONE PIECE』（ワンピース）の記事にて、今後の展開を明かすような重大ネタバレ疑惑文章とTwitterで拡散され、真偽を含めて物議を醸した。そのため、記事の筆者が2022年8月13日に「個人的願望だった」として謝罪した[11]。
- 2024年7月23日、2021年8月時点の「熊日電子版」の登録者2万8777人の個人情報が漏洩したと発表した。氏名と住所、電話番号、メールアドレス、性別などを含むファイルがインターネットで閲覧可能な状態になっていた。2024年6月26日から通報のあった同年7月22日まで、誰でも閲覧可能になっていた[12]。

## 連載

### 小説
- 「黄泉がえり」（梶尾真治）
  - 新聞小説として1999年4月10日から2000年4月1日まで土曜夕刊に連載され、2000年10月に刊行された。2003年に映画化。

### 4コマ漫画
- 「カンちゃん」（フジヤマジョージ）：第2社会面
- 「くまモン4コマ漫画」（サダタロー、2014年度より）：1社会面[注釈 2]。

### エッセイ
- 「武田真一のおしゃべり多様性（ダイバーシティー）」（2023年10月より月1）

## テレビ・ラジオ欄（2024年8月現在）
最終面（メインテレビ面）
- フルサイズ：RKK（D3）、TKU（D8）、KKT（D4）、KAB（D5）、NHK総合（D1）、NHK Eテレ（D2）
- ハーフサイズ：NHK BS、NHK BSプレミアム4K、WOWOWプライム
- 1/4サイズ：BS日テレ、BS朝日、BS-TBS、BSテレ東、BSフジ、BS松竹東急

中面（第2テレビ面）
- ハーフサイズ：RKB、TNC、FBS、KBC、TVQ
- 1/3サイズ：J:COMチャンネル熊本
- 1/4サイズ：WOWOWライブ、WOWOWシネマ、スター・チャンネル、BSよしもと、BS11、トゥエルビ、放送大学テレビ
- 1/8サイズ：NHK Eテレサブチャンネル
- ラジオ：RKKラジオ、NHK第1、NHK第2、NHK-FM、FMK
- コミュニティFM：FM791（熊本シティエフエム）、かっぱFM、グリーンポケット、みつばちFM
  - 在福局はフルサイズ掲載であったが、2011年からはハーフサイズ掲載になっている。
  - ラジオはFMKとFM791のみ問い合わせ電話番号が表記されている。
  - 過去には、長崎県及び鹿児島県の民放テレビ局、北部版でSTS、OBSテレビ、TOS、RKBラジオ、KBCラジオ、FM福岡、NBCラジオが、南部版でMRTテレビ、UMK、MBCラジオがそれぞれ掲載されていた。

## 関連放送局
- 熊本放送（RKK）
- エフエム熊本（FMK、旧・エフエム中九州）
- 熊本シティエフエム（FM791）
  - RKKのテレビ・ラジオで放送されている「熊日ニュース」とFMKで放送される「熊本日日新聞ニュース」を熊日Nとして、熊本日日新聞のテレビ・ラジオの番組欄に表記される。さらに、RKKに関してはニュース速報のタイトルが「熊日ニュース速報」であるほか、住宅展示場を「熊日RKK住宅展」として共同で運営している。
  - 資本関係としては、FMKの株式を42％以上保有しているので、下記グループ企業リストへの掲載はないものの子会社化している。一方RKKとは、本社が10％、傘下の昭和社[注釈 3]を含めても20％未満となっている。
  - 熊本シティFMも設立の中心社であり、役員を送り込んでいるが、資本関係は10％以下となっている。

## グループ企業
- 株式会社熊日広告社
- 熊日サービス開発株式会社
- 株式会社熊日メディアコム
- 株式会社熊日物流販売
- 熊日総合保険株式会社
- 株式会社熊日デジタル
- 株式会社熊日会館[2]

## 関連人物
- 高木第四郎：前身の九州新聞社長
- 野村秀雄：元社長、第8代NHK会長
- 坂本哲志：衆議院議員
- 後藤是山：九州日日新聞主筆
- 永畑道子：作家
- 古城十忍：劇作家
- 伊豆富人：元社長、元衆議院議員
- 佐々弘雄：元社長、元参議院議員
- 永野光哉 ：元社長・名誉会長、ホテル日航熊本会長
- 宮部寸七翁：俳人、ジャーナリスト
- 田中美久：「なこみくコンビ」で知られる熊本県出身のHKT48の元メンバー
- 平山訓：熊本初の女性新聞記者

## 備考
- 西日本新聞（福岡市）の前身である福岡日日新聞が大正時代、熊本県向けの附録紙「熊本日日新聞」を発行していた。現在の熊本日日新聞とは全く関係ない。
- ハンセン病問題の報道は全国的に知られた。らい予防法違憲国家賠償訴訟判決後に連載した「検証ハンセン病史」は、中日新聞が絶賛してそのまま連載した（他紙の連載全文を掲載することは異例である）。
- 2011年7月1日に創立70周年事業の一環として、マスコットキャラクター「ぷれすけ」を発表した。「熊」をモチーフとしており、誕生日は4月1日で小学生の高学年という設定。地元熊本県のイメージキャラクターである「くまモン」に弟子入りしている。目の部分が熊本日日新聞の題字ロゴの「日日」になっているのが特徴である。